# Tongas herrlandslag i rugby union
Tongas herrlandslag i rugby union representerar Tonga i rugby union på herrsidan.
Laget spelade sin första match den 18 augusti 1924 i Nuku'alofa, och vann med 9-6 mot Fiji.

### Fotnoter
1. ↑  ”Rugby International”. http://www.rugbyinternational.net/countries/tonga.htm. Läst 26 augusti 2011.